# Alkimija
Alkimija (arabsko al-kimia - umetnost preoblikovanja) je bila v srednjem veku eksperimentiranje s primitivnim kemijskim znanjem in tehnologijo ter hkrati vrsta filozofije, katere namen je bil odkriti najvišjo modrost in nesmrtnost.
Sama zgodovina alkimije sega v stari Egipt, kjer so znali pridobivati kovine iz rud, pripravljali strupe in zdravila iz rastlin, ponarejali drage kamne in izdelovali umetna barvila. Alkimija je bila prakticirana tudi v antični Grčiji, Rimskem imperiju, Indiji, Kitajski, Japonski, Koreji in Perziji, kjer naj bi po nekaterih podatkih nastale temeljne ideje alkimije.
Njihovo znanje so prevzeli Arabci, ki so ga nato razširili po Evropi. Evropejci so uporabljali alkimijo za iskanje kamna modrosti in eliksir življenja. V začetku 18. stoletja je alkimija postala zastarela, njeno mesto pa je prevzela kemija.
S praktičnega vidika je alkimija omogočila razvoj osnov anorganske kemije, še posebej postopkov, opreme ter analize in uporabe različnih snovi.

## Zgodovina
Prve dokumentacije alkimije segajo v čas starega Egipta. V helenističnem Egiptu je bila alkimija mešanica predelovanja kovin in idej, ki so izražale religiozne in filozofske teorije vzhodnega Sredozemlja, pri čemer je imel veliki pomen hermetizem. Zaradi vpliva egipčanskega verovanja je verjetno nastala osnovna alkimistična predstava o »prasnovi«. Po tej teoriji naj bi bog ali neko drugo nadnaravno bitje izoblikovalo svet iz temne kaotične gmote, imenovane pramaterija (latinsko prima materia ali massa confusa), pri čemer ima snov metaforičen pomen: pomeni torej le možnost za njen obstoj. Pomemben vpliv na pojem »preobrazbe« je imela Empedoklejeva teorija o sestavljenosti vsega iz štirih trajnih elementov, tj. zemlje, vode, zraka in ognja.
V 12. in 13. stoletju je prevladovalo mnenje, da so vse kovine sestavljene iz žvepla in živega srebra. V poznejši evropski alkimiji je tema kovinama bila dodana še sol. Po zatrjevanju Paracelzija naj bi te tri snovi vsebovale vse značilnosti trajnih štirih elementov in naj bi predstavljale tri bistva telesa, ki ga je ustvaril Bog. Sol naj bi tako predstavljala fizično telo, žveplo dušo (čustva, želje in naravne gone) ter živo srebro duha (višje miselne sposobnosti, božjo iskro).
Leta 1944 je Carl Jung v svojem delu Psihologija in alkemija zapisal, da obstaja neposredna povezava alkemijskih simbolov s psihoanalitičnim procesom. Alkemijski proces je preobrazba nečiste duše (svinec) v popolno dušo (zlato), kar je pravzaprav metafora za proces individualizacije oz. oblikovanja osebnosti človeka.

## Bistva alkimije
Alkimiste je v bistvu zanimal lasten duhovni napredek, pa tudi kemija. Verjeli so, da se z različnimi tehnološkimi postopki (taljenje, kovanje, …) in drugimi tajnimi ter umetelnimi postopki lahko spremeni navadno kovino v zlato, hkrati pa se ob tem sam alkimist spreobrne v »zlato« stanje duhovne izpopolnjenosti. Vsaka kemična sprememba na materialu se tako odraža na alkimistovi osebnosti. V zvezi s tem je pomembno poudariti, da se je bilo alkimijo kot umetnost možno naučiti, vendar jo je bilo nemogoče poučevati: vajenec je moral sam odkriti skrivnosti, kljub pomoči učiteljev.

### Solve et coagula
Osnovno načelo v alkimiji je bilo, da se lahko kovino ali kakšno drugo snov (tudi duha) povrne v pramaterijo, tako da se ji odstrani vse značilnosti. Šele potem se lahko zgradi novo snov (se jo obudi) oz. se ji dodaja želene lastnosti, dokler ne postane kamen modrosti. Vsa umetnost je bila povzeta v enem vodilnem stavku (načelu) razbij in sestavi (latinsko solve et coagula). Po enakem načelu se alkimijo lahko imenuje tudi »spagirična« umetnost (iz grške besede, ki pomeni trgati in spajati).
Vsak začetnik je moral najprej poiskati surovino, s katero je eksperimentiral, dokler ni dobil želenega izdelka. K surovinam niso spadale samo kovine, pač pa tudi vino, kis, kreda, zelišča, vosek, arzen idr. Nato je bilo treba izbrati določen postopek; po nekaterih trditvah naj bi jih bilo 12 (glede na znamenja zodiaka), lahko pa samo 7 (glede na sedem dni po božjem stvarjenju in sedem klasičnih planetov v astrologiji) Prva faza je bil razkroj, imenovan nigredo ali črno stanje, ko se je snov v posodi zmanjšala in je iz nje izpuhtela vrojena življenjska iskra, imenovana črna vrana, črno sonce ali krokarjeva glava. Mrtva snov se je nato prerodila in zgostila – nastal je albedo (bela tekočina), zadnji postopki pa so ustvarili rubedo (rdečo tekočino, napoj oz. eliksir), sam kamen modrosti.

### Pomen kovin
Alkimisti niso ločevali med živo ter neživo naravo in so imeli tudi kovino za nekaj živega. Vladalo je prepričanje, da se lahko z obvladovanjem skrivnosti kovin razume in obvlada tudi človeško naravo. Vse kovine naj bi bile sestavljene iz živega srebra in žvepla, pri čemer je treba upoštevati, da so vsi pomembnejši alkimijski elementi bolj filozofske vrste: živo srebro, ki ga najdemo v naravi, je tako le približek idealnemu bistvu tega elementa, imenovanem merkurij modrih.
Živo srebro so pojmovali tudi kot božjo iskro, aktivni duhovni element pramaterije v človeškem telesu, še večjo aktivnost pa so mu pripisovali zaradi premikanja. Ker površine, na katero pade, ne namoči, so ga pojmovali tudi kot neraziskano prasnov ali celo kot kamen modrosti. Zaradi združevanja različnih nasprotij so ga neredko pojmovali kot »moško-ženski«. V različnih obdobjih je imelo razna druga imena, kot so božja voda, vsebežeči, posrebena voda, zmajevo seme (ali jajce), božanska zora, morska voda, mesečeva voda in mleko črne krave.
Močno prisotno je bilo verovanje, da kovine rastejo v Zemlji podobno kakor otrok v materi. Žveplo naj bi se pri nastanku (oploditvi) obnašalo kot moška spolna celica (aktivno, ognjevito, moško načelo), živo srebro pa kot ženska spolna celica (pasivno, vodeno, žensko načelo). Iz te teorije izvira pogosta erotična obarvanost alkimijskih besedil.
Kovine so bile razvrščene po lestvici (stopnicah), od nepopolih do popolnih kovin. Najnižje je bil svinec (Saturn), sledili pa so mu kositer (Jupiter), železo (Mars), baker (Venera), živo srebro (Merkur), srebro (Luna) in nazadnje zlato (Sonce).

### Kamen modrosti
Najvišji cilj vseh alkimistov je bil t. i. kamen modrosti, ki naj bi že z dotikom spremenil vsako stvar v zlato, bil pa naj bi tudi eliksir življenja, tj. vsestransko zdravilo in napoj nesmrtnosti. Alkimisti so o njem in postopkih izdelave pisali v zapletenem jeziku, zato da bi se zavarovali  pred nevredneži, zlata željnih kraljev, vlad in raznih mogotcev ter cerkvijo, s katero niso bili v najboljših odnosih. Tako je bilo npr. v delu Dvanajsti ključi iz 17. stoletja zapisano:
/…/Vzemi divjega sivega Volka. Vrzi mu telo Kralja, in ko ga bo požrl, ga upepeli v velikem ognju. Tako boš osvobodil Kralja. Ponovi trikrat, da bo Lev premagal Volka, ki ne bo imel več žretja. Tako se telo pripravi za prvo stopnjo našega dela./…/
V kemijskem smislu je volk verjetno antimon oz. njegova spojina, antimonov sulfid, ki se pri procesu taljenja (upepeljenja) staplja z drugimi kovinami v zlitino (jih požira), Kralj pa predstavlja zlato. Tako je večkratno taljenje antimonovega sulfida predstavljalo neke vrste očiščevanje zlata. Pri tem in drugih postopkih ni šlo za dejanski nastanek zlata kot elementa, pač pa za imitacijo zlata: alkimistom je že sprememba barve pomenila spremembo snovi. Z uporabo pravilnih zmesi in barv (rumena; bela) so dosegli imitacijo zlata ali pa srebra. Pomen barv v alkimiji potrjujejo tudi zapisi o barvilu za kamen modrosti v nekaterih delih.
Pri izdelavi kamna modrosti je postalo združevanje nasprotij, povezanih v popolnem ravnotežju (tj. združevanje žvepla in živega srebra), najvišji poseg. V besedilih je simbolizirano s sveto poroko kralja in kraljice, sonca in lune, oz. rdečega (leva) in belega (orla).